# Brunsbüttel atomkraftværk
Brunsbüttel atomkraftværk  var et atomkraftværk i Brunsbüttel, Kreis Dithmarschen, Slesvig-Holsten nordvest for Hamborg, Tyskland. Det er ejet for 67% vedkommende af Vattenfall og for 33% af E.ON. Det begyndte drift i 1976 og havde en effekt på 806 MW. Som følge af udfasningen af atomkraft i Tyskland, leverede det ikke elektricitet fra juli 2007 og blev lukket ned i 2009. I maj 2011 besluttede politikerne at tage værket permanent ud af drift og nedlægge det. 
53°53′30″N 9°12′06″Ø / 53.89167°N 9.20167°Ø
|  | Infoboks uden skabelon Denne artikel har en infoboks dannet af en tabel eller tilsvarende. |